# Захаровское (Харьковская область)
Захаровское (укр. Захарівське) — село в Орельском поселковом совете Лозовского района Харьковской области, Украина.
Код КОАТУУ — 6323955702. Население по переписи 2001 года составляет 39 человек (18 мужчин и 21 женщина).

## Географическое положение
Село Захаровское находится на расстоянии в 5 км от Орельского водохранилища.
Ближайшие населённые пункты — посёлок Миролюбовка и село Яблочное, находящиеся в двух километрах от населённого пункта. По территории села протекает пересыхающий ручей с запрудой. Рядом расположена железнодорожная станция Платформа 159 км.

## История
- 1928 — основано как хутор Захаровский.
- 1978 — переименовано в село Захаровское.